# Caylus
Caylus er et brætspil, designet af William Attia og udgivet i 2005 af Ystari Games og Rio Grande Games i hhv. Frankrig/Storbritannien og USA. Caylus er et strategisk orienteret designerspil.